# وپریو داگگنا
وپریو داگگنا (به ایتالیایی: Vaprio d'Agogna) یک کومونه در ایتالیا است که در استان نووارا واقع شده‌است.

## خصوصیات
وپریو داگگنا ۱۰٫۱ کیلومترمربع مساحت و ۹۸۰ نفر جمعیت دارد.